# Хайфский университет

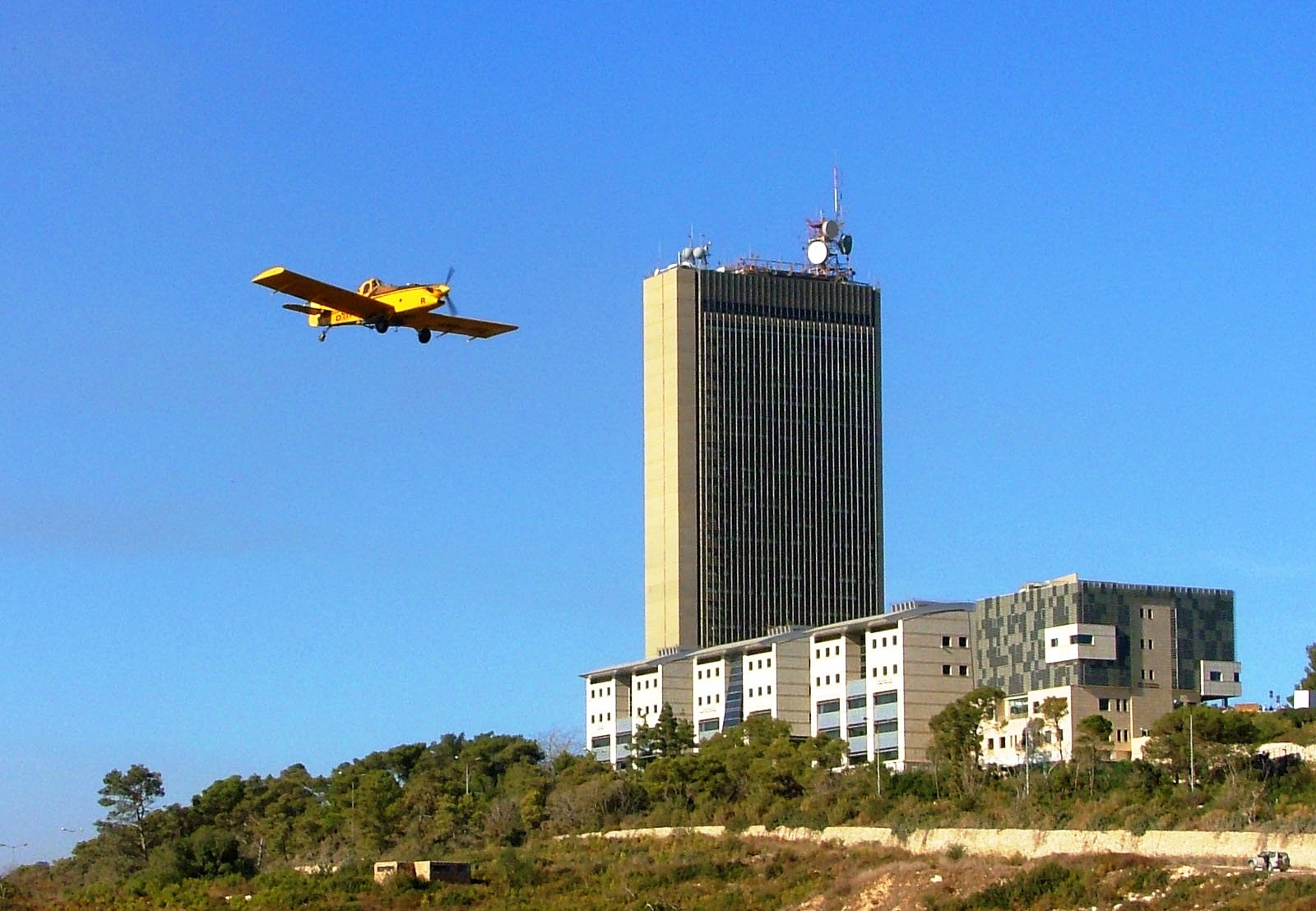
Хайфский университет, вид с юга на башню Эшколь.

Хайфский университет — высшее учебное заведение в г. Хайфе, Израиль. Состоит из нескольких кампусов, основной из которых находится на вершине горы Тлалим (ивр. תללים‎, «Склоны»), части горного хребта Кармель, на высоте 483 метров над уровнем Средиземного моря. Кроме этого кампуса, есть кампусы в Ораним, в районе хайфского порта и на Чек-Посту.
В Хайфском университете обучаются примерно 18 000 студентов и аспирантов. Вуз выдаёт степени бакалавров, магистров, докторов и проводит профессорские и пост-докторские курсы. Кроме того, академический состав ВУЗа активно участвует в исследованиях. Кафедра компьютерных наук разрабатывает алгоритмы и программы для лабораторий генной инженерии.
Университет входит в группу GU8.

## Факультеты
Обучение в Хайфском университете ведётся не на факультетах, а на т. н.«кружках» (хугим), которые являются частью факультетов. Таким образом, в Хайфском университете есть всего шесть факультетов — гуманитарный, социальных наук, юридический, естественных наук, педагогический, соцобеспечения и здравоохранения. Наиболее близким академическим понятием для «кружка» в том смысле, в котором это слово используется в Хайфском университете, будет «кафедра», и в дальнейшем будут использоваться, оба этих слова. Отдельным академическим образованием является включённая в Хайфский университет Школа Бизнеса, обучающая аспирантов.
Как уже было сказано выше, несмотря на наличие всего шести факультетов, студентам, обучающимся на степень бакалавра, предоставляется выбор из примерно сотни различных кружков, которые выполняют функцию, в других ВУЗах выполняемую кафедрами. Например, есть кружок математики, кружок компьютерных наук, кружок социологии и т. п..
Выбор названия наименьшей академической единицы — «кружок» — обусловлен желанием администрации университета сделать обучение менее официозным, более личным. Слово «кружок» ассоциируется у студентов с дополнительными внешкольными занятиями по интересам. Именно это впечатление от учёбы в Вузе администрация и пытается культивировать.

## История

### История застройки

#### Застройка в1965—1973 годах

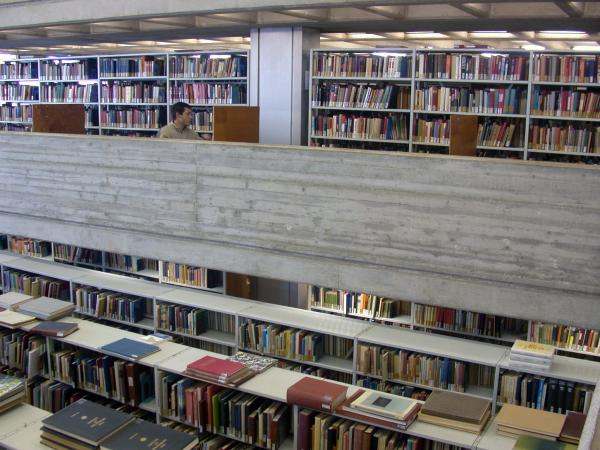
Библиотека Хайфского университета, расположенная в Главном здании — крупнейшая на Ближнем Востоке.

Хайфский университет был основан в 1963 году по личной инициативе мэра Хайфы, г-на Аба Хуши. Пока разрабатывался план и начиналось строительство кампуса, университету пришлось ютиться в здании Эрдштейна, в центре Хайфы (район Адар). Небольшое здание не могло дать приют всем студентам, и условия обучения в те времена были жуткими.
Кампус Хайфского университета был заложен в октябре 1965 года на плато, венчающим гору Тлалим (תללים, «Склоны»), одну из близкорасположенных к Хайфе гор массива Кармель, в шести километрах от центра города. Дизайн кампуса был выполнен бразильским архитектором Оскаром Нимейером, при планировании особое внимание уделялось сочетаемости кампуса и ландшафта. Первым, в 1966-м году, было завершено здание «Рав-Тахлити» (ивр. רב-תכליתי‎, «Многоцелевое»), содержавшее в себе библиотеку со 100 000 книг, кафетерий, залы, лаборатории и учебные аудитории. В данный момент в «Многоцелевом» здании расположены центр подготовки абитуриентов, несколько научно-исследовательских институтов и лабораторий, центр помощи студентам, специализированные аудитории для кружков искусств и один из актовых залов.
В 1968 году было начато, а в 1970 году завершено строительство здания «Мадрега» (מדרגה, «Ступенька», «Терраса»). Сейчас в этом здании расположены аудитории, компьютерные классы, спортзал, аудитории кружков юриспруденции и психологии. Кроме того, с 1969 по 1973 год продолжалось строительство здания «Раши» (בנין ראשי, «Главное здание»), вмещающего сейчас четырёхэтажную библиотеку, университетский магазин канцтоваров, электроники и множество многоцелевых аудиторий.
«Главное здание» частично скрыто под землёй, и возникает впечатление, что из четырёх этажей над поверхностью почвы расположен только один. На самом деле из-за того, что склон, на котором построен университет, имеет большой угол наклона, главное здание «врастает» в землю только одним своим боком, а из аудиторий и библиотеки, расположенных с другой стороны здания, открывается прекрасный вид на местность к северу от Хайфы. На крыше «Главного здания» расположены автомобильная стоянка и наблюдательная площадка.

#### Башня «Эшколь»
32°45′43″ с. ш. 35°01′06″ в. д.

Башня «Эшколь». Вид от подножия

В 1973 году было начато строительство главной достопримечательности Хайфского университета — башни «Эшколь».
Башня названа в честь премьер-министра Израиля в 1963—1969 годах Леви Эшколя.
Строительство башни продолжалось больше десяти лет, она была завершена только в 1987 году. Тридцатиэтажный небоскрёб возносится на высоту почти в сотню метров. На верхнем, 30-м этаже расположены небольшой актовый зал, музей университета и смотровая галерея. Учитывая, что основание башни находится на высоте 483 метров над уровнем моря, с галереи, самой высокой точки Хайфы, открывается захватывающий вид на Галилею, гору Хермон, побережье Средиземного моря до Рош а-Никры на севере и до Хадеры на юге (больше сорока километров в каждую сторону). Вид на восток закрывают другие, ещё более высокие горы хребта Кармель. На одном из восьми скоростных лифтов можно подняться только до 29-го этажа; чтобы взойти на галерею, необходимо подняться на один пролёт по лестнице, расположенной в самом центре здания. По обе стороны от лестницы размещены фотографии и макеты, рассказывающие о прошлом университета и о его запланированном будущем.
Башня расположена практически над «Главным зданием» университета, которое, в свою очередь, частично спрятано под землю. Расположение небоскрёба таково, что его узкие стены обращены на юго-запад и на северо-восток — это уменьшает воздействие ветра; господствующие ветра в Хайфе как раз дуют с юго-запада. Длина узкой стены небоскрёба составляет всего 14 шагов (около 12 метров), поэтому высокая, но очень узкая башня производит впечатление вонзённого в небо клинка.
Кроме последнего этажа с галереей, в башне «Эшколь» располагаются в основном административные помещения — деканаты факультетов, академическое руководство «кружков», кабинеты администрации университета. В фундаменте башни находится университетский вычислительный центр. Однако в небоскрёбе есть также и аудитории, в основном — в силу физических ограничений узкого небоскрёба — небольшие, на 10-20 человек. На крыше башни расположена армейская и научно-исследовательская радарная установка.

#### Застройка в1973—2006 годах
В 1973 году также было начато строительство первых студенческих общежитий. Общежитие, вынесенное из академического кампуса, находится примерно в двухстах метрах от здания «Рав-Тахлити» («Многофункциональное»), законченного первым. Здание общежития, получившее название «Федерман» по имени одного из спонсоров строительства (распространённая практика), предоставляет собой семиэтажный многоярусный комплекс с четырёхкомнатными квартирами. В каждой квартире по 3 спальни, на 2 человека каждая, и общие салон, кухня и санузел.
В 1978 году в «Главном здании» открылась галерея искусств. С тех пор в галерее ежегодно проходят три-четыре выставки, темы которых в основном пересекаются с определёнными университетом, приоритетными направлениями в истории искусства и в исследованиях современного искусства. Коллекция предметов искусства Хайфского университета состоит из более чем 1000 наименований, в том числе 130 работ, созданных еврейскими мастерами, которые были уничтожены в годы Холокоста.
В 1984 году в главном здании Хайфского университета, был открыт музей имени Рувена и Эдит Хект (ивр.). Музей посвящён истории заселения Палестины, и может считаться археологическим или краеведческим; это единственный археологический музей в кампусе. В музее также выставлена небольшая, но впечатляющая коллекция художественных работ многих известных импрессионистов, французских и еврейских мастеров, в том числе Клода Моне. Основной выставочный материал — это личная коллекция ныне покойного Рувена Хекта.
Современное развитие университетского кампуса продолжается по проекту, разработанному израильским архитектором Яковом Рехтером и принятому директоратом университета в 1992 году. План включает в себя постройку новых корпусов, оснащённых по последнему слову техники, и развитие общежитий.
В рамках этого плана были построены:

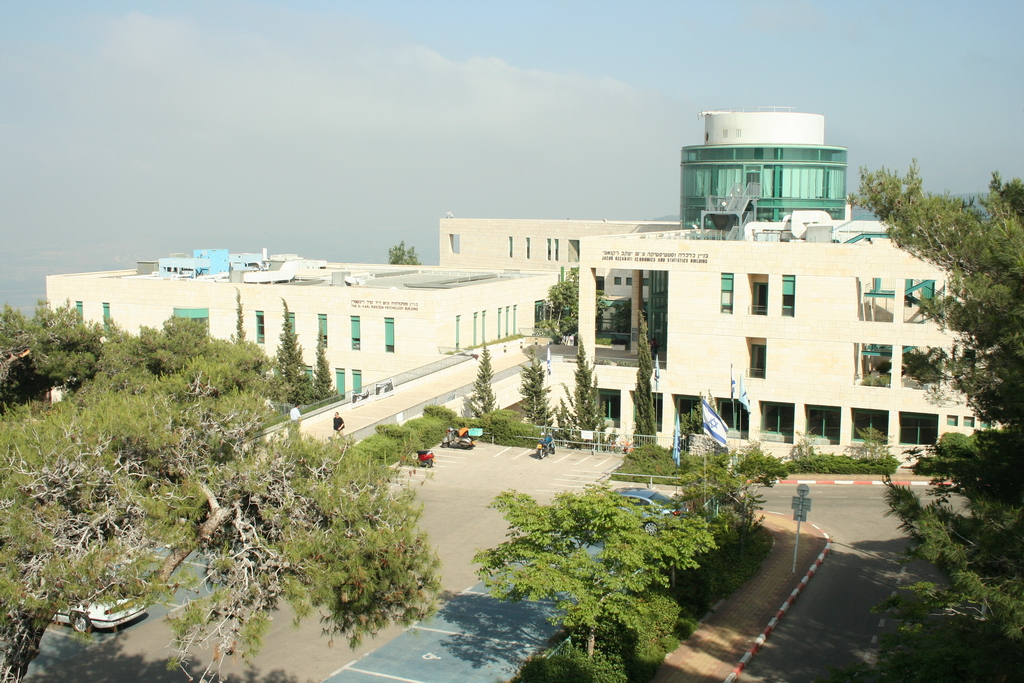
«Центр Рабина», вид из окна Главного здания.

- «Центр Рабина» (сдан в 1997 году) — восьмиэтажное здание между «Главным зданием» и «Террасой». В «Центре Рабина» располагается факультет Социальных наук и математики, кружки психологии, статистики, экономики.

- «Центр педагогики» (сдан в 2002 году) — комплекс из трёх зданий, расположенных через дорогу от «Главного здания». В нём расположился педагогический факультет.

- «Здание Джейкобс» (сдано в 2002 году, названо именем спонсора) — отдельно стоящее здание рядом с «Центром педагогики». В нём разместились кафедра компьютерных наук и школа бизнеса для аспирантов.

- «Центр искусств имени д-ра Рувена Хекта» (сдан в 2005 году) — здание, расположенное недалеко от башни «Эшколь», соединяется с «Главным зданием» мостом. В нём размещен гуманитарный факультет. Четырёхэтажное здание занимает площадь в 7800 м² и было построено на деньги, выделенные фондом Хекта[2].

- Общежития «Талия», «Британия» — сданы в 2001 году, окружают более старое общежитие «Федерман» с двух сторон.

Помимо этого, Хайфский университет арендует часть здания Научно-Исследовательской Лаборатории IBM, построенной в 2001 году примерно в 500 метрах от башни «Эшколь».

### Академическое развитие
Академическая история Хайфского университета началась в 1963 году с подписанием, по личной инициативе мэра города, г-на Аба-Хуши, указа о создании нового высшего учебного заведения.
При образовании университет, в штате которого состояло 180 лекторов, из них 50 — жители Хайфы, предоставлял обучение на степень бакалавра на факультетах Библиоведения, Иврита и ивритской литературы, Еврейской истории, Общей истории, Французского языка и литературы, Английского языка и литературы, Арабского языка и литературы, Географии, Социологии и Политики. В первом потоке было всего 472 студента. Закончили обучение тремя годами позже лишь 75 человек, три четверти из которых хотели стать педагогами. В начале обучение проводилось под эгидой Еврейского университета в Иерусалиме.
В 1970 году в университете обучалось уже 2794 человека. В 1971 году три факультета начали обучение на степень магистра.
В 1972 году Хайфский университет был признан Израильским центром высшего образования и получил право давать степени от своего имени. На тот момент университет закончило 1826 человек, и 457 получили лицензию преподавателя. Подтверждение было выдано на два факультета, Гуманитарный и Социальных наук и математики, которые предоставляли 18 «кружков» и 2 независимых школы, преподавания и социальной работы. 14 из этих 18 «кружков» предоставляли обучение на степень магистра. Также высшее обучение было признано в колледжах Эмек Исраэль, Тель-Хай и в колледже Западной Галилеи, все — под эгидой Хайфского университета.
В 1980 году факультет психологии получил право давать степень доктора.
В 1991 году был открыт единственный факультет юриспруденции на севере Израиля.

## Общежития и студенческая жизнь

### Общежития и предоставляемые в них услуги
В Хайфском университете имеются четыре комплекса общежитий, все они вынесены за пределы кампуса. При этом три из них («Талия», «Федерман», «Британия») находятся совсем рядом с кампусом, буквально за забором (см. фото слева),[уточнить] а общежития «Шикма» находятся в другом районе Хайфы, примерно в 15 минутах езды на автобусе.
Вход в общежития разрешён только студентам, проживающим в этих общежитиях, и предъявляющим на пропускном пункте удостоверение жителя общежития. Остальные посетители должны оставить на проходной удостоверение личности и указать, к кому из жителей общежития они пришли. Посетители должны покинуть общежитие до 11 вечера. Житель общежития может взять на посетителя разрешение на ночёвку у администрации общежития, но позаботиться об этом нужно заранее — в случае проверки паспортного режима и фиксирования нарушения, проблемы будут и у нелегала, и у приютившего его студента, вплоть до выселения.
Последний абзац не относится к общежитию «Шикма», потому что оно не обустроено проходной.
Линк на официальный сайт общежитий Хайфского университета (ивр.).

#### Общежитие «Федерман»
Общежитие «Федерман» является самым старым из всех общежитий Хайфского университета. Оно было построено в 1973 году. Это вытянутое в длину многоэтажное здание расположено на нескольких уровнях, поэтому точное количество этажей назвать сложно.
В общежитии «Федерман» имеются квартиры на шестерых человек. Три длинные и узкие спальни на двоих соединяются в общей гостиной, совмещённом с кухней. В эту же гостиную открывается и входная дверь квартиры. В это общежитие селят обычно учащихся первого года обучения и курсов подготовки.
Кроме комнат для студентов в общежитии есть также учебные классы, где студенты могут заниматься вечерами, а также компьютерные залы; стиральные и сушильные автоматы; телевизионная комната; автоматы по продаже прохладительных напитков, мороженого и лёгкой еды.

#### Общежития «Талия» и «Британия»
Однотипные здания общежитий «Талия» и «Британия» окружают старое здание общежития «Федерман». «Талия» находится между зданием «Федермана» и оградой кампуса, рядом с теннисными кортами и «Многоцелевым зданием» (см. выше). «Британия» расположена между зданием «Федермана» и станцией пожарной охраны, расположенной неподалёку от университета.
Построенные в соответствии с нормами 21-го века, общежития «Талия» и «Британия» представляют собой многоуровневые комплексы из нескольких зданий, разделённых улицами, проходящими параллельно гребню горы. Высота зданий достигает 5 этажей, а в некоторых случаях — и выше, но обычно из одного подъезда нельзя попасть на более чем 3 этажа. (Это связано с тем, что, по закону Израиля, в подъездах высотой свыше 5 этажей необходимо устанавливать лифты, а установка лифта — дело дорогое и хлопотное). Общежития «Талия» частично адаптированы для проживания инвалидов, и, следовательно, оснащены лифтами. Кроме того, в общежитиях «Талия» есть около сотни комнат для женатых пар. В основном же эти общежития содержат квартиры на пятерых-шестерых человек, по одному человеку в комнате, и общий салон с кухней. Есть квартиры улучшенной планировки, в них живут по три человека. Салон и кухня у них общие, но санузел в каждой спальне свой. В такие комнаты улучшенной планировки заселяют студентов, обучающихся на степень магистра и доктора (аспирантов).
Здания общежитий содержат только квартиры. Но в переходах между улицами, выполненных, в виде частично крытых лестничных серпантинов, расположены входы в автоматические прачечные, со стиральными машинами и машинами для сушки белья, компьютерные классы, аудитории. Автоматические прачечные не запираются, компьютерные классы и аудитории открыты для свободного доступа по вечерам.
На строительство общежитий «Талия» и «Британия» ушло больше миллиона долларов (по ценам на конец 1990-х).

#### Общежитие «Шикма»
Общежитие «Шикма» представляет собой комплекс из пяти двухэтажных домов неподалёку от центра «Хорев», расположенного в 15 минутах езды от кампуса университета. В зданиях имеются комнаты на 2 человека (общий салон-спальня, крохотная кухня и санузел). В общежитии есть автоматическая прачечная (только для жителей общежития), копировальный аппарат и телефон-автомат.
С одной стороны, общежития «Талия» и «Британия» более современные и расположены ближе к кампусу. С другой стороны, они расположены далеко от общественно-культурных центров, тогда как «Шикма» находится в 10 минутах ходьбы от центра «Хорев» и примерно в 20 минутах ходьбы от крупнейшего на Ближнем Востоке универмага «Гранд Каньон».

#### Услуги, предоставляемые в общежитиях
Кроме уже упомянутых компьютерных классов, аудиторий, оснащённых копировальными аппаратами, и прачечных, (бесплатных для всех жителей общежития), в комплексе общежитий есть клуб, телевизионные комнаты, автоматы по продаже прохладительных напитков, лёгких угощений. Кроме того, рядом с клубом имеется небольшой универсальный магазин, в котором можно купить всё, от продуктов до предметов бытовой химии и электроприборов. Есть также небольшое кафе.
Рядом с общежитием «Талия» расположена большая многоэтажная подземная автостоянка. Она находится на территории общежитий, поэтому въезд в неё разрешён только жителям общежитий. Рядом с общежитием «Шикма», тоже есть автомобильная стоянка, но она общественная, неконтролируемая и обслуживает также соседние здания.
В любую комнату общежития можно провести телефонную линию, а также кабельное телевидение. В 2003 году планировалось подключить все комнаты общежитий «Талия» и «Британия» к локальной компьютерной сети, со скоростным выходом в Интернет.

### Студенческая жизнь в кампусе

#### Объединение студентов Хайфского университета
Основной центр управления студенческой жизни — объединение студентов Хайфского университета (т. н. «Агудат а-Студентим», אגודת הסטודנטים). Это разветвлённая организация, охватывающая практически все сферы жизни и учёбы студента.
Управление объединением студентов — выборное, выборы проходят раз в году, примерно в декабре (точная дата назначается во время составления календаря на семестр). Выборы являются уменьшенной копией общенациональных выборов в главный законодательный орган Израиля Кнессет: в них участвуют не отдельные студенты, а партии, точнее, кружки студентов, каждый со своим лидером, со своей программой развития студенческого сообщества и со своими планами на бюджет организации. (Здесь важно помнить, что слово «кружок» используется в политическом, а не в академическом смысле). Кружки студентов представляют собой весь спектр израильской политики, от крайне левых кругов, до умеренно-правых; часто они работают под эгидой политических партий, и студент, сделавший себе имя в студенческой организации, может рассчитывать на неплохую партийную карьеру в дальнейшем. По результатам тайного голосования, определяется кружок-победитель, который затем формирует «правительство» — орган управления организацией студентов, во главе которого встаёт руководитель победившего кружка. Остальные кружки могут или присоединиться к «правящему» кружку, или войти в «оппозицию». В общем, это похоже на стандартные баталии министров и депутатов, и обычно первые несколько недель после выборов мало кто понимает, что будет с организацией студентов дальше.
Затем выбранное правление разрабатывает бюджет объединения студентов, выделяет соответствующие суммы и заботится о студентах в меру своего понимания. Забота эта бывает разной, и не всегда можно понять стоящие за данным конкретным проявлением заботы причины.
В правильном распределении средств управлению объединения студентов помогают представители академических кружков, которые выполняют ту же должность, что профессиональные советники — при правительстве. Представители кружков — обычно по два или три человека с каждого академического кружка университета — избираются сроком на год обычно в течение первого месяца после начала учебного года (октябрь-ноябрь) за личные качества: ответственность, организаторские способности, желание помочь студентам, знание студенческих проблем и умение их решать. Эти избираемые представители академических кружков могут состоять, а могут и не состоять в политических кружках; правда, политическим кружкам выгоднее, чтобы в качестве советников выбрали именно их представителей, поэтому для независимого кандидата, неспособного вести на равных предвыборную агитацию, пройти на выборах намного сложнее.
Объединение студентов — организация добровольная, но платная, за членство в которой надо платить сто с небольшим шекелей в год (примерно 25 долларов по ценам 2005 года). Иными словами, можно учиться в Хайфском университете, и не состоять членом объединения студентов.
Члены объединения студентов пользуются следующими преимуществами:

Афиша спектакля «Недостающий храм», поставленного факультетом искусств и организованного Объединением студентов

- 7,5 % скидка на канцтовары, некоторые книги и аудиодиски в университетском магазине. Членство в объединении может окупиться только за счёт этой скидки — зависит от сумм, которые тратит студент.
- Право на бесплатную консультацию у адвоката (по предварительной записи). Обычная стоимость консультации — свыше ста шекелей, то есть одна запись на консультацию окупает годовые затраты на членство в объединении.
- Право на бесплатную консультацию у наёмного бухгалтера. Актуально для работающих легально студентов, которые, соответственно, платят налоги: этот наёмный бухгалтер может рассчитать правильную сумму налога, взятого со студента в прошлом финансовом году, и если на самом деле налоговая инспекция взяла больше, чем ей полагается, студент может потребовать пересмотра выплат и вернуть деньги.
- Право на скидки при посещении некоторых врачей.
- Все члены объединения студентов застрахованы объединением на период пребывания в кампусе и дороги с учёбы домой или из дома в университет.
- Член объединения имеет право получить бесплатный международный студенческий билет, совмещённый с кредитной карточкой Visa.
- На культурные мероприятия, проводимые объединением, билеты для не-членов объединения недоступны или значительно дороже. А на многие мероприятия члены объединения — в отличие от не-членов — могут пройти вообще бесплатно.
- Члены объединения имеют право получить бесплатную психологическую помощь, если они чувствуют, что учёба тяжела для них морально.
- Для членов объединения, испытывающих затруднения в учёбе, существуют программы бесплатных консультаций, индивидуальных и групповых, со студентами-отличниками. (Студенты-отличники таким образом зарабатывают себе стипендию, выплачиваемую объединением).
- Для членов объединения работает молодёжный клуб, в котором очень часто проводятся культурные, общеобразовательные или развлекательные мероприятия. В том числе: показ фильмов, музыкальные концерты, уроки рисования и художественной лепки, занимательные лекции и т. п..
- Члены объединения могут бесплатно или за символическую плату участвовать в кружках по интересам, занятия в которых проводятся профессиональными преподавателями. В 2005/2006 учебных годах работали следующие кружки:
  1. Аэробика и тонус тела;
  2. Кружок уличных танцев (хип-хоп);
  3. Карты Таро;
  4. Рисование;
  5. Йога;
  6. Курс оказания первой медицинской помощи;
  7. Курс макияжа;
  8. Кружок латиноамериканских танцев (сальса).
- Студенты-члены объединения имеют доступ к банку экзаменационных работ, в который вносятся как сами экзамены, так и их решения (студенты, первыми предоставившие правильное решение экзамена, получают материальное вознаграждение). Поскольку часто экзаменационные работы содержат перефразированные вопросы из экзаменов прошлых лет; решение экзаменационных работ из банка всегда очень помогает при подготовке к экзамену. У не-членов объединения доступа к старым экзаменам и к их решениям нет. Экзамены и решения доступны в электронном виде с сайта объединения.
- Помимо экзаменационных работ, члены объединения студентов имеют доступ к хрестоматиям, содержащим наиболее важные материалы. Это особенно актуально для студентов гуманитарных специальностей, так как книг для выдачи на дом в библиотеке университета всегда не хватает на всех, и не все студенты имеют возможность купить нужные книги. Хрестоматии доступны для скачивания с сайта объединения в электронном виде.
- Объединение студентов Хайфского университета помогает нуждающимся студентам в получении стипендий.

Студенты, обучающиеся на степени магистра, доктора и выше, не имеют права состоять в объединении студентов Хайфского университета.